# Teen Angels: La Historia
Teen Angels: La Historia es el octavo trabajo discográfico y primer álbum recopilatorio de la banda Teen Angels lanzado en el año 2010, debido a la culminación de la novela de la cual la banda se desprendió, Casi ángeles.

## Información del disco
El álbum fue lanzado en formato de CD+DVD: el CD contiene once temas de los distintos discos de Teen Angels más una nueva versión del tema "Bravo Por la Tierra", lanzado en el disco de ese año, una nueva versión del tema "Voy Por Más" cantado por Teenangels, y un tema inédito llamado "No te digo adiós".
El álbum también contiene un DVD que incluye quince videoclips de los distintos años de Casi ángeles y Teen Angels. Algunos de ellos ya habían sido editados en los DVD de "las coreos y los clips de Casi ángeles" y otros serían lanzados por primera vez.
El formato en donde se encuentran el CD y el DVD es un "Fan Pack", una especie de libro con imágenes y fotos de toda la historia y la trayectoria de la banda Teen Angels.

## Lanzamiento
El Fan Pack fue lanzado el mismo día del comienzo de la última temporada teatral de la serie Casi ángeles, que también terminaría ese año. Se lanzó el tema inédito "No te digo adiós" como motivo de despedida en las funciones en el Teatro Gran Rex y en la Gira Nacional de Teen Angels del año 2010.

## Contenido
CD
El disco contiene doce temas éxito de Teen Angels de sus distintos discos, entre ellos se incluye una nueva versión de la canción "Voy por más" interpretada originalmente por Emilia Attias y una nueva versión del tema "Bravo por la tierra" que es cantado en la obra de teatro de Casi ángeles. El decimotercer tema es una canción inédita llamada "No te digo adiós".
Todos los temas están interpretados por los Teen Angels, once por la totalidad de la banda y otros dos solistas, de Lali Espósito y Peter Lanzani.
| Número | Canción                              | Letra                                                         | Música                                                        | Duración | Disco                            |
| ------ | ------------------------------------ | ------------------------------------------------------------- | ------------------------------------------------------------- | -------- | -------------------------------- |
| 1      | A Decir Que Si                       | María Cristina De Giácomi, Fernando López Rossi, Pablo Durand | María Cristina De Giácomi, Fernando López Rossi, Pablo Durand | 2:40     | TeenAngels II                    |
| 2      | Hay Un Lugar                         | María Cristina De Giácomi                                     | Fernando López Rossi y Pablo Durand                           | 3:18     | TeenAngels II                    |
| 3      | Estoy Listo                          | María Cristina De Giácomi                                     | Fernando López Rossi y Pablo Durand                           | 3:15     | TeenAngels II                    |
| 4      | Vuelvo a Casa                        | María Cristina De Giácomi                                     | Fernando López Rossi y Pablo Durand                           | 3:38     | TeenAngels III                   |
| 5      | Que Nos Volvamos a Ver               | María Cristina De Giácomi, Fernando López Rossi, Pablo Durand | María Cristina De Giácomi, Fernando López Rossi, Pablo Durand | 3:07     | TeenAngels III                   |
| 6      | Salvar la Paz                        | María Cristina De Giácomi,                                    | Fernando López Rossi, Pablo Durand                            | 3:48     | TeenAngels III                   |
| 7      | Una Vez Más                          | María Cristina De Giácomi                                     | Fernando López Rossi y Pablo Durand                           | 3:41     | TeenAngels III                   |
| 8      | Vos Ya Sabes                         | María Cristina De Giácomi, Fernando López Rossi, Pablo Durand | María Cristina De Giácomi, Fernando López Rossi, Pablo Durand | 3:38     | TeenAngels IV                    |
| 9      | Resiste                              | María Cristina De Giácomi                                     | Fernando López Rossi y Pablo Durand                           | 3:23     | TeenAngels IV                    |
| 10     | Miedo a Perderte                     | Daniel Ambrojo Erasmo                                         | Daniel Ambrojo Erasmo                                         | 3:45     | TeenAngels IV                    |
| 11     | Bravo Por La Tierra (versión teatro) | María Cristina De Giácomi                                     | Fernando López Rossi y Pablo Durand                           | 4:48     | TeenAngels IV (versión original) |
| 12     | Voy Por Más                          | María Cristina De Giácomi                                     | Fernando López Rossi y Pablo Durand                           | 3:31     | TeenAngels I (versión original)  |
| 13     | No Te Digo Adiós                     | María Cristina De Giácomi, Fernando López Rossi, Pablo Durand | María Cristina De Giácomi, Fernando López Rossi, Pablo Durand | 3:48     | Tema Inédito                     |

DVD
El DVD contiene quince videoclips de los cuatro años de trayectoria de Teen Angels. Contiene videoclips que ya habían sido editados en los DVD de las coreos y los clips de Casi ángeles como "Nenes Bien", "Escapare" o "Que Nos Volvamos a Ver", y también algunos que nunca habían sido editados o lanzados como "Nena". El DVD también incluye los cuatro clips de los temas del disco de ese año como "Vos Ya Sabes" o "Miedo a Perderte".
| Número | Canción                | Letra                                                         | Música                                                        | Duración | Director         |
| ------ | ---------------------- | ------------------------------------------------------------- | ------------------------------------------------------------- | -------- | ---------------- |
| 1      | Nenes Bien             | María Cristina De Giácomi                                     | Fernando López Rossi, Pablo Durand                            | 3:27     | Mariano Demaría  |
| 2      | Escaparé               | María Cristina De Giácomi                                     | Marcelo Wengrovski                                            | 3:19     | Mauro Scandalori |
| 3      | Reina Gitana           | María Cristina De Giácomi                                     | Fernando López Rossi y Pablo Durand                           | 3:46     | Mariano Demaría  |
| 4      | A Ver Si Pueden        | María Cristina De Giácomi                                     | Fernando López Rossi y Pablo Durand                           | 4:23     | Mariano Demaría  |
| 5      | Hay Un Lugar           | María Cristina De Giácomi                                     | Fernando López Rossi y Pablo Durand                           | 3:19     | Mariano Demaría  |
| 6      | A Decir Que Si         | María Cristina De Giácomi, Fernando López Rossi, Pablo Durand | María Cristina De Giácomi, Fernando López Rossi, Pablo Durand | 3:17     | Mariano Demaria  |
| 7      | Nena                   | María Cristina De Giácomi                                     | Fernando López Rossi, Pablo Durand                            | 3:45     | Mariano Demaria  |
| 8      | Que Nos Volvamos a Ver | María Cristina De Giácomi, Fernando López Rossi, Pablo Durand | María Cristina De Giácomi, Fernando López Rossi, Pablo Durand | 2:51     | Mariano Demaría  |
| 9      | Vuelvo a Casa          | María Cristina De Giácomi                                     | Fernando López Rossi y Pablo Durand                           | 3:38     | Mariano Demaría  |
| 10     | Pensando en Vos        | María Cristina De Giácomi, Fernando López Rossi, Pablo Durand | María Cristina De Giácomi, Fernando López Rossi, Pablo Durand | 3:35     | Mariano Demaría  |
| 11     | Casi un Sueño          | María Cristina De Giácomi                                     | Fernando López Rossi, Pablo Durand, Mariela Perticari         | 3:12     | Mariano Demaría  |
| 12     | Vos Ya Sabes           | María Cristina De Giácomi, Fernando López Rossi, Pablo Durand | María Cristina De Giácomi, Fernando López Rossi, Pablo Durand | 3:41     | Mariano Demaría  |
| 13     | Estoy Aquí Otra Vez    | María Cristina De Giácomi                                     | Fernando López Rossi, Pablo Durand                            | 2:42     | Mariano Demaría  |
| 14     | Miedo a Perderte       | Daniel Ambrojo Erasmo                                         | Daniel Ambrojo Erasmo                                         | 3:59     | Mariano Demaría  |
| 15     | Bravo Por La Tierra    | María Cristina De Giácomi                                     | Fernando López Rossi y Pablo Durand                           | 2:19     | Mariano Demaría  |

- Datos: Q62072165